# 惠女水库
惠女水库位于中国福建省泉州市洛江区马甲镇，是以灌溉为主，兼有发电、防洪、供水、养殖等功能的大（二）型水库，也是泉州市第二大水库。
1958年～1960年修建水库时，其地属惠安县，由当时的飞跃、上游、红旗和东红四个公社联合兴建，惠安女是工程的主力军。原名“乌潭水库”，1959年水库更名为“惠女水库”。